# 芹澤成弘
芹澤 成弘（せりざわ しげひろ、1963年 - ）は、日本の経済学者。大阪経済大学経済学部教授。
筑波大学第一学群社会学類卒業、Ph.D.（ロチェスター大学）。滋賀大学経済学部講師、同助教授、東北大学大学院経済学研究科助教授を経て、大阪大学社会経済研究所教授。専門はミクロ経済学、ゲーム理論、メカニズムデザイン、オークション（競売）理論など。研究業績に純粋交換経済における支配戦略遂行の不可能性についてのレオニード・ハーヴィッツの定理の一般化がある。